# Tojice
Tojice település Csehországban, a Dél-plzeňi járásban. Tojice Nepomuk, Vrčeň, Čmelíny, Třebčice és Mohelnice településekkel határos. Lakosainak száma 109 fő (2024. január 1.).

## Népesség
A település lakosságának változását az alábbi diagram mutatja:
| Lakosok száma | 201  | 225  | 245  | 165  | 115  | 80   | 90   | 96   | 93   | 109  |
|               | 1869 | 1900 | 1921 | 1961 | 1980 | 2011 | 2016 | 2019 | 2021 | 2024 |